# Joseph Louis Gay-Lussac

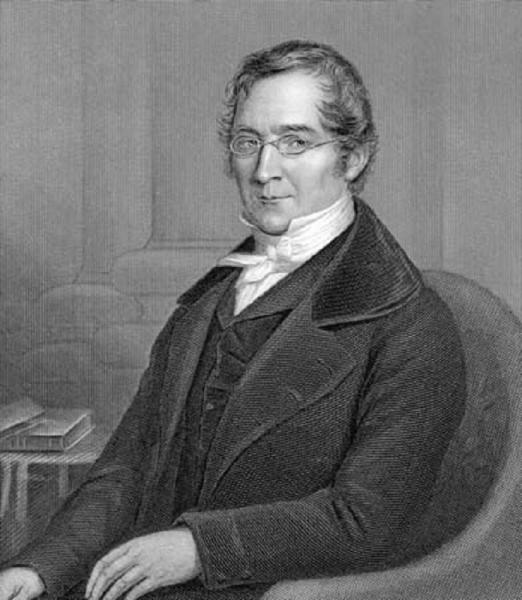
Joseph Louis Gay-Lussac (1778-1850)

Joseph Louis Gay-Lussac (n. 6 decembrie 1778, Saint-Léonard-de-Noblat – d. 9 mai 1850, Paris) a fost un chimist și fizician francez, cunoscut pentru cercetările sale asupra proprietăților gazelor.

## Biografie
Joseph Louis Gay-Lussac este fiul lui Antoine Gay, avocat și procuror al regelui în localitatea Saint-Étienne, și judecător în localitatea Pont-du-Noblac, și nepotul unui medic. În timpul Revoluției franceze, în urma aplicării Legii Suspecților, tatăl său a fost trimis în închisoarea din Saint-Léonard, până în 27 iulie 1794. Era proprietarul unei părți semnificative al proprietății Lussac din Saint-Léonard de Noblat și adeseori își adăuga numele acestei proprietăți la numele lui de familie, după cum se obișnuia în acea perioadă. În jurul anului 1803, tatăl și fiul vor adopta definitiv numele Gay-Lussac.
În 1794, la vârsta de 16 ani, Joseph Louis Gay Lussac este trimis de tatăl lui să studieze într-o școală cu internat din Paris. Este cazat în casa domnului Savouret, după aceea în pensiunea domnului Sencier, în Nanterre, iar apoi în Passy. În 27 decembrie 1797 intră la École polytechnique (Școala politehnică]. În 1799, în Passy, Gay-Lussac este avansat colonel și dă meditații de matematică pentru a câștiga un venit suplimentar, în afară de solda pe care o primea. După trei ani de la intrarea în școală, iese cu calificarea inginer de poduri și drumuri.
În timpul cursurile de chimie practică și aplicată în arte, Gay-Lussac a fost remarcat de către Claude Louis Berthollet. Astfel, începând cu anul 1800 este preparatorul lui, renunțând la funcția de colonel adjunct; în 1802 descoperă faptul că „între 0° și 100°, toate gazele, simple și compuse, supuse la aceeași presiune, se dilată în mod egal o dată cu creșterea temperaturii” și că „100 de unități din acest gaz la temperatura de 0 grade devin 147 de unități la o temperatură de 100 de grade”. În acest fel descoperă legea dilatării gazelor și, câțiva ani mai târziu, descoperă legile volumetrice care îi poartă numele. Acestea din urmă stabilesc faptul că gazele se amestecă între ele după niște rapoarte volumetrice simple. Aduce mai multe îmbunătățiri barometrului cu mercur. Păstrându-și locul de preparator, în 1803 e numit supraveghetor adjunct de chimie și fizică, iar apoi, în 1804 e numit supraveghetor al cursului lui Fourcroy, căruia îi ținea locul de multe ori.
În 1804, împreună cu Jean-Baptiste Biot, a primit de la Institut de France (Institutul Francez) misiunea de a verifica observațiile lui Horace-Bénédict de Saussure asupra scăderii magnetismului din atmosferă, realizând un zbor cu balonul. După prima încercare, nereușită, Lussac va reîncerca experimentul, de data aceasta singur, urcând până la altitudinea de 7016 metri (acesta fiind un record la acea vreme) și dezmințind astfel afirmațiile naturalistului. În aceeași perioadă, Gay-Lussac începe o colaborare cu Alexander von Humboldt pentru a analiza aerului, iar în martie 1805, obținând un concediu de un an de la Școala politehnică, pleacă împreună cu acesta într-o lungă călătorie științifică în Alpi, în Elveția, Italia și Germania.
La întoarcere, în 8 decembrie 1806, este numit membru al Academiei Franceze de Științe, la secția de fizică, în locul lui Mathurin Jacques Brisson. Un an mai târziu, devine unul din primii membrii al Société d’Arcueil (Societatea din Arcueil) – un cerc științific francez. În 1808, Gay-Lussac, colaborând cu chimistul francez Louis Jacques Thénard, lucrează la prepararea potasiuului și a sodiului, și astfel descoperă borul (elementul chimic). În următorul an, cu ajutorul pilei voltaice, demonstrează faptul că clorul, atunci numit acid clorhidric oxigenat, este de fapt un corp simplu.
În 31 martie 1809 un decret regal îi conferă titlul de profesor în chimie practică. Printr-un decret din 17 februarie 1810, Gay-Lussac este numit ’’profesor de chimie’’, înlocuindu-l pe Fourcroy, decedat în decembrie 1809. Prin același decret, Thenard îl înlocuiește în postul de profesor în chimie practică, iar consiliul școlii îl numește preparator pe Colin. În 1839 Gay-Lussac părăsește postul, în locul său venind Théophile-Jules Pelouze.
În 1815 descoperă cianogenul, având formula chimică C2N2, și acidul cianhidric. În domeniul chimiei industriale Gay-Lussac îmbunătățește procedeele de fabricare ale acidului sulfuric și ale acidului oxalic și pune la punct metodele de control prin dozare.
Iodul, descoperit de către Bernard Courtois și care de atunci are un rol important în industrie și în medicină, îi datorează numele lui Joseph Louis Gay-Lussac. Bernard Courtois îi dăduse câteva eșantioane. El îi dă numele de iod (de la cuvântul grecesc ’’iodes’’, care înseamnă violet) datorită vaporilor violeți pe care îi degajă atunci când este încălzit.
În 1821 administrația franceză îi dă sarcina de a defini o metodă practică de măsurare exactă a concentrației alcoolului în băuturi. Legea de taxare a băuturilor alcoolice din anul 1824 se bazează pe cercetările lui. Împreună cu Collardeau, fost elev al Școlii politehnice, devine fabricant de instrumente științifice și își comercializează alcoolmetrul.
Începând cu anul 1806 și timp de mai bine de treizeci de ani, Gay-Lussac a fost unul din membrii cei mai activi al Comitetului consultativ de arte și manufacturi. A fost, de asemenea, membru al Comitetului consultativ de praf de pușcă și salpetru (1818) și membru al consiliului de perfecționare al Conservatorului de arte și meserii. În 1829 îl urmează pe Vauquelin, în funcția de agent al biroului de garanții înființat la monetăria din Paris. În acel an propune Guvernului să adopte modul de verificare a banilor prin intermediul soluțiilor chimice apoase. În 1848 își dă demisia din această funcție în favoarea primului său fiu, Jules.
A fost primul cadru didactic titular al catedrei de fizică a Facultății de științe din Paris, unde a lucrat între anii 1809-1832, după care va demisiona pentru a lucra în departamentul de chimie organică și chimie minerală al Muzeului de istorie naturală, din 1833 până în 1848. Printre elevii lui, a fost și Ignacy Domeyko⁠(d) (1802-1889).
În 1810 publică un memoriu despre procedeul de conservare inventat de Nicolas Appert, în care scrie despre o teorie eronată, explicând că încălzirea modifica structura oxigenului, aceasta fiind cauza întreruperii procesului de fermentație. Explicația lui Appert era faptul că cea care ’’omora’’ fermenții era căldura. Cel care îi va da dreptate lui Appert va fi Louis Pasteur, în timpul cercetărilor pe care pe efectua asupra ’’generării spontanee’’.
Gay-Lussac a fost consilier expert în Charenton. În 1832, începe să lucreze ca cenzor la compania de înghețată din Saint-Gobain, apoi, în 1840, devine administrator în cadrul aceleiași companii, iar în cele din urmă, în 1843, devine președinte al consiliului de administrație, funcție pe care o va avea până în anul 1848. A adăugat fabricii de acid sulfuric din Chauny ,,turnul Gay-Lussac’’ care permitea prevenirea emanării în atmosferă a oxidului de azot.
În 1816, împreună cu François Arago, preia conducerea revistei Analele de chimie și fizică, urmând să devină redactor-șef al acestei reviste. În anii 1822 și 1834 prezidă Academia de științe.
În 1831, Gay-Lussac a fost ales deputat al departamentului Limoges, în 1834 și în 1837 a fost reales, iar în 1839 a fost numit pair al Franței de către Ludovic-Filip al Franței și rămâne în Camera pairilor până în 1848.
Gay-Lussac a fost membru a numeroase societăți savante din străinătate: Academia regală din Prusia, Royal Society din Londra, Academia Imperială din Rusia și Academiile din Edinburgh, Torino și Stockholm. A obținut, de asemenea, numeroase decorații: Mare Ofițer al Legiunii de Onoare, Comandor de Merit al Prusiei și Cavaler al Ordinului Steaua Polară din Suedia.
Joseph Louis Gay-Lussac este înmormântat în Cimitirul Père-Lachaise din Paris.

## Omagii
- Numele lui este scris pe Turnul Eiffel.
- Un muzeu îi este dedicat în orașul lui natal, Saint-Léonard de Noblat (departamentul Haut-Vienne, regiunea Limousin).
- Unele străzi și instituții de învățământ din mai multe orașe din Franța îi poartă numele (Paris, Limoges, Chauny, Nantes, Poitiers, Yerres, La Madeleine, Gondecourt, Lambersart, etc.) și câteva din Canada, mai ales în regiunea Québec (Arvida, Gatineau).
- Un crater de pe Lună îi poartă numele (13.9° latitudine nordică, 20.8° longitudine vestică).

## Publicații
- Cursul de chimie al Școlii politehnice, două volume
- Lecțiile de fizică ale Facultății de științe din Paris (6 noiembrie 1827, 18 martie 1828)